# Here You Come Again (singolo)
Here You Come Again è un singolo della cantante statunitense Dolly Parton, pubblicato il 26 settembre 1977 come primo estratto dall'omonimo album.
Il singolo si è classificato al primo posto della classifica dei singoli country. Ha inoltre raggiunto il terzo posto della Billboard Hot 100 degli Stati Uniti, che rappresenta il primo significativo successo di crossover pop della Parton.

## Composizione e registrazione
La canzone è stata composta da Mann e Weil, ed è stato un raro esempio di un successo di Parton che non ha scritto lei. Il duo di compositori originariamente compose "Here You Come Again" nel 1975 come potenziale successo per il ritorno per Brenda Lee, ma quando Lee decise di non registrarlo, la canzone fu assegnata alla Parton. Il suo produttore, Gary Klein, che aveva ascoltato la canzone sull'album omonimo recentemente pubblicato da BJ Thomas, riferì che Parton lo aveva implorato di aggiungere una steel guitar per evitare di suonare troppo pop, e chiamò Al Perkins per ricoprire quel ruolo.

## Ricezione
"Here You Come Again" è stato il fulcro della sua ormai famosa fase pop crossover della fine degli anni '70. Il singolo ha trascorso cinque settimane in cima classifica dei singoli country degli Stati Uniti e ha raggiunto il terzo posto nella Billboard Hot 100 degli Stati Uniti. Parton vinse un Grammy per migliore performance vocale femminile Country . La canzone ha venduto 271 000 copie digitali negli Stati Uniti (febbraio 2019), da quando è disponibile per il download digitale.

## Classifiche

### Classifiche Settimanali
| Chart (1977-78)                    | Peak position |
| ---------------------------------- | ------------- |
| Australian Kent Music Report       | 10            |
| Canadian RPM Country               | 1             |
| Canadian RPM Top Singles           | 7             |
| Canadian RPM Adult Contemporary    | 1             |
| New Zealand                        | 12            |
| UK Singles Chart                   | 75            |
| U.S. Billboard Hot Country Singles | 1             |
| U.S. Billboard Hot 100             | 1             |
| U.S. Billboard Easy Listening      | 2             |
| U.S. Cash Box Top 100              | 7             |

### Classifiche di Fine Anno
| Chart (1978)           | Rank |
| ---------------------- | ---- |
| Australia              | 71   |
| Canada                 | 49   |
| U.S. Billboard Hot 100 | 60   |
| U.S. Cash Box          | 40   |

## Cover e altre versioni
- BJ Thomas ha registrato la canzone per il suo omonimo album del 1977. In realtà, questa era la versione originale in quanto è stata registrata prima del successo di Parton, ma non è mai stata pubblicata come singolo.[3]
- Millie Jackson ha registrato la canzone per il suo album del 1978 Get It Out'cha System.
- Patti LaBelle ha registrato la canzone per il suo album del 1981, The Spirit's In It.
- Kikki Danielsson ha registrato la canzone per il suo album del 1981 Just Like a Woman, con testi scritti da lei stessa in svedese.[15] Rimane una delle poche volte in cui il cantante Kikki Danielsson si è auto-coinvolto nel songwriting.
- Il sassofonista jazz Sonny Rollins ha eseguito la melodia della canzone nella sua registrazione del 1981 No Problem .
- Maureen McGovern ha registrato una versione blues della canzone, più lenta e sensuale per il suo album del 1988, State of the Heart.
- Sylkie Monoff ha pubblicato questa canzone nel 1994 ed è stata ripubblicata nel 2013.
- Nel 2006 Clay Aiken ha registrato questa canzone nel suo album A Thousand Different Ways.
- Nel 2006, la vincitrice di  Canadian Idol Eva Avila ha eseguito il brano nella settimana a tema Top 5 Country.
- Nel 2009, la cantante svedese Jessica Andersson l'ha registrata nel suo album, Wake Up.
- Nel 2010, Beccy Cole ha registrato una cover della canzone per il suo album, Preloved.
- Nel suo episodio di The Muppet Show, Leslie Uggams ha cantato questa canzone. La sua performance era accompagnata da Lew Zealand che lanciava pesci boomerang. Inizialmente questo creava fastidio per Leslie, ma la situazione peggiorò quando Lew iniziò a lanciare un pesce spada.
- Nel 2014, questa canzone è stata eseguita da Katy Perry e Kacey Musgraves in un episodio del CMT Crossroads 13 giugno 2014. Lo hanno anche suonato all'evento MusiCares Person of the Year 2019 in onore di Dolly Parton l'8 febbraio 2019 e ai 61 ° Grammy Awards annuale come tributo a Dolly Parton, due giorni dopo.
- Il gruppo Alternative Rock di Brooklyn They Might Be Giants ha cantato una parte di questa canzone in concerti occasionali dal vivo, durante la performance di Particle Man .
- Nel gennaio 2019, la catena di ristoranti americana Applebee l'ha utilizzata in una pubblicità.
- Nel 2019 uno spot di Booking.com presentava una cover di questo singolo.